# Los Querendones
Los Querendones é uma telenovela venezuelana produzida e exibida pela Venevision entre 14 de fevereiro e 28 de julho de 2006.
Foi protagonizada por Fabiola Colmenares, Jorge Reyes e antagonizada por Crisol Carabal e Miguel de León.

## Sinopse
A Dra. Gloria Miralles é uma milionária, arrogante e se sente extremamente solitária ... quase ao ponto de amargura. Apesar de sua enorme riqueza material e sucesso profissional, ele é considerado muito pobre em todos os outros aspectos de sua vida. O professor Fe Quintero, por outro lado, trabalha duro para ajudar seus pais com as despesas da casa ... mas o que lhe falta em luxo e conforto é mais do que compensado por uma abundância de amor. Ao contrário de Gloria, a natureza calorosa, doce e sociável de Fé lhe valeu o afeto sincero de todos aqueles que a cercam, e seus pais, embora não possam dar muito em termos de bens materiais, a preencheram com carinho e estabilidade inesgotáveis .
O que está faltando na vida de Fé, equiparando-a a Gloria, é o amor de um homem. Nenhum deles tem um relacionamento estável ... até que Faith conheça Sergio Grimán.
Sergio, um brilhante assistente legal, aparece na vida de Fé no mesmo dia em que os cartões do Tarô prevêem a chegada de seu príncipe encantador. Amador de tudo o que é esotérico e "Nova Era", a Fé muito espiritual está convencida de que Sergio é sua alma gêmea e é irremediavelmente cativado pela personalidade brincalhão, alegre, adorável e otimista do menino. O sentimento é mútuo, porque para Sergio, saber que Faith era amor à primeira vista.
Agora, loucamente apaixonado e radiante de felicidade, Faith involuntariamente desencadeia a ira e a inveja de Gloria. Depois de ter passado toda a vida cumprindo o mandato de sua mãe para ser bom e caritativo com Faith, filha do piloto da família Miralles, Gloria não aceita que seu pobre amigo encontre felicidade enquanto ainda não tem sorte no amor. É por isso que ela concentra suas energias em sabotar o romance de Faith de qualquer maneira possível, mesmo tentando seduzir o próprio adeus de Sergio. As coisas ficam mais intensas quando Gloria descobre a verdadeira razão pela qual sua mãe moribunda ajudou Faith tanto a todos esses anos: Faith and Glory são meio irmãs. Horrorizada, Gloria jura que Faith nunca saberá isso, nem receberá a enorme herança que sua mãe destinou para ela. Entretanto, A fé se perplexa porque todos os seus recursos esotéricos Tarot, gráficos astrais, premonições advertem-no de um perigo iminente. E porque o que começou como amor perfeito está se deteriorando ... Sem imaginar que seu inimigo mais feroz se esconde por trás de uma fachada de lealdade: sua melhor amiga, Gloria.

## Elenco
- Fabiola Colmenares - Fe Quintero
- Jorge Reyes - Sergio Grimán
- Crisol Carabal - Gloria Miralles
- Miguel de León - Valentín Alcántara
- Amanda Gutiérrez - Piedad Ruiz de Quintero
- Carlos Olivier - Erasmo Grimán
- Karl Hoffman - Armando Montilla
- Flor Elena González - Esther Miralles
- Juan Carlos Vivas - Elias Grimán Adriani
- Gigi Zanchetta - Caridad Arriechi
- Roberto Lamarca - Chon Quintero
- Loly Sánchez - Alicia Vda. de Miralles
- Bebsabé Duque - Niurka Higuera
- Reina Hinojosa - Berta Ortíz
- Judith Vásquez - Eusebia Martínez
- Amilcar Rivero - Inocencio Ruiz
- Claudia La Gatta - Milady Castillo
- José Torres - Media Chola
- Reinaldo José Pérez - Pantaleón Burguillos
- Patricia Oliveros
- Jose Manuel Suárez - Luisito Arriechi
- Yenny Valdéz
- Erika Schwarzgruber - Barbarita Ortíz
- Tania Sarabia - Rafaela "Fela" Palacios
- Henry Rodríguez
- José Luis Zuleta
- Elio Pietrini
- Rodrigo González - Alejandrito Grimán Adriani
- Joseph de Abreu - Angelucha